# Provinz Cabo Delgado
Cabo Delgado ist die nördlichste Provinz Mosambiks.

## Geographie
Cabo Delgado hat eine Fläche von etwa 82.625 km². Die Provinz liegt im Nordosten Mosambiks an der Straße von Mosambik. Westlich liegt die Provinz Niassa, südlich die Provinz Nampula, die durch den Fluss Lúrio abgegrenzt wird, und im Norden grenzt Cabo Delgado an das Nachbarland Tansania. Grenzfluss ist hier der Rovuma. Die Provinzhauptstadt ist Pemba mit etwa 120.000 Einwohnern, weitere Städte sind Montepuez, Mocímboa da Praia, Mueda und Palma.
Benannt ist die Provinz nach dem an ihrer Nordostspitze gelegenen Kap Delgado (portugiesisch Cabo Delgado), dem nördlichsten Küstenvorsprung von Mosambik unweit der Rovumamündung. Sie ist die einzige Provinz in Mosambik mit einem portugiesischen Namen. Die Bezeichnung der Landspitze an der Küste als Cabo Delgado ist auf europäischen Kartenwerken seit dem 16. Jahrhundert belegt. Sie fand später für den regionalen Verwaltungsdistrikt Anwendung und ging 1975 von diesem namensgebend auf die ihm verwaltungsgeschichtlich folgende Provinz über.
Zur Provinz gehört auch der Archipel der Quirimbas. Hauptort der Inselgruppe ist Vila do Ibo, auf der gleichnamigen Insel.

## Administrative Gliederung
Cabo Delgado ist in 17 Distrikte unterteilt (Stand: Dezember 2022):
| - Ancuabe - Balama - Chiúre - Ibo - Macomia - Mecúfi - Meluco - Metuge - Mocímboa da Praia | - Montepuez - Mueda - Muidumbe - Namuno - Nangade - Palma - Pemba - Quissanga |

## Bevölkerung
2017 zählte man in Cabo Delgado 2.320.261 Einwohner. Sie gehören mehrheitlich den Ethnien der Makua und Makonde an.
| Zensusjahr    | Einwohnerzahl |
| ------------- | ------------- |
| 1980          | 940.000       |
| 1990          | 1.380.202     |
| 2007          | 1.606.568     |
| 2017 (Zensus) | 2.320.261     |

## Geschichte

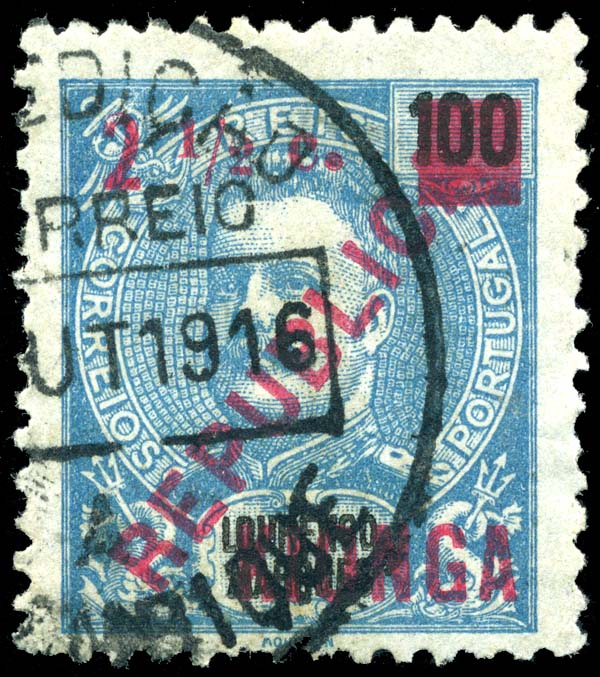
Diese 2½-Centavo Briefmarke, abgestempelt August 1916, ist ein Überdruck einer König-Carlos-Briefmarke von 1898, die wiederum mit „REPUBLICA“ überstempelt wurde

Seit dem 14. Jahrhundert ist in Pemba ein Handelsplatz nachgewiesen. Die Portugiesen unterhielten hier ab dem 17. Jahrhundert eine kleine Niederlassung, aber erst 1904 verlegte die Companhia do Niassa (Njassagesellschaft) ihren Hauptsitz hierher.
1843 rebellierten die Völker in Pemba gegen die portugiesische Herrschaft, der sie tributpflichtig waren.
Nach dem Ersten Weltkrieg wurde das Kionga-Dreieck an der Küste vom bisherigen Deutsch-Ostafrika abgetrennt und an die Kolonie Portugiesisch-Ostafrika (das heutige Mosambik) angeschlossen.
Von 1761 bis 1929 war Ibo die Hauptstadt der Provinz Cabo Delgado, die dann nach Porto Amélia, dem heutigen Pemba, verlegt wurde.
Nachdem Tansania 1962 unabhängig geworden war, operierte die Unabhängigkeitsbewegung FRELIMO von dort aus in Cabo Delgado. Nach der staatlichen Unabhängigkeit Mosambiks im Jahre 1975 warb die FRELIMO-Regierung im überwiegend landwirtschaftlich geprägten Land für den weiteren Ausbau von Gemeinschaftsfarmen, womit man in der Provinz Cabo Delgado die geringsten Erfolge hatte. Die Provinzregierung bezeichnete 1979 solche Bestrebungen als „reaktionär“, da sie von einer falschen Lagebeurteilung unter der Bevölkerung ausgehen würden.
Unruhen seit 2017
Seit 2017 gibt es einen muslimischen Aufstand; die Miliz Ansar al-Sunna (örtlich genannt Ansar al-Sharia, auf dem Land al-Shabaab, ferner Swahili Sunna, zuerst Ahlu Sunnah wa-Jamo) führt dort einen Guerilla-Krieg mit mehreren hundert Toten. Im Oktober 2019 wurde eine russische Söldner-Einheit der Gruppe Wagner in mehrere Gefechte verwickelt; 10 Männer fielen und wurden teilweise geköpft, eine größere Anzahl wurde verletzt, weitere 20 Soldaten der mosambikanischen Armee sollen ebenfalls gefallen sein.
Bewohner berichten von Hinrichtungen, Folter und Verstümmelungen. Waren Anfang 2020 etwa 100.000 Menschen vor den Islamisten auf der Flucht erhöhte sich die Anzahl der Binnenflüchtlinge bis zum Frühjahr 2022 auf etwa 800.000. Im November 2020 tötete eine dem IS nahestehende Miliz mehr als 50 Menschen.
Nach Angaben der Regierung vom 19. November 2020 eroberten mehr als 1000 Soldaten das Dorf Muidumbe zurück, wobei 16 Aufständische der Ahlu Sunnah Wa-Jama starben.
Seit den Angriffen einer islamistischen Terrorgruppe auf die Stadt Palma, die am 24. März 2021 mit einer Invasion von der Seeseite begannen, entwickelte sich der Aufenthalt im Stadtgebiet für die Zivilbevölkerung zu einem extremen Lebensrisiko. Große Teile der Bevölkerung waren in das Umland geflohen oder wurden mit Helikoptern und Schiffen evakuiert. Hunderte Personen kamen per Boot in die Provinzhauptstadt Pemba. Augenzeugen berichten von einem äußerst brutalen Vorgehen der Terroristen aus dem Kreise des ISIS, manche Betroffenen sind traumatisiert. Kleine Gruppen flüchteten auch über die Sandbänke des Rovuma auf tansanisches Staatsgebiet.
Die Folge der terroristischen Angriffe zog 2021 eine militärische Abwehroperation mit über 3100 Soldaten aus mehreren afrikanischen Ländern nach sich. Gemäß der Einschätzung des südafrikanischen SADF-Oberbefehlshabers Rudzani Maphwanya gilt das Vorgehen der Angreifer inzwischen als zerschlagen. Die Terroristen hatten Teile der wirtschaftlich sehr schwachen Provinz zeitweilig unter ihre Kontrolle gebracht. Dem internationalen Einsatz gelang es schließlich, diese Kräfte erheblich zu schwächen und mit Stand April 2022 deren zersplitterte Restgruppen weiterzuverfolgen. Diese Lage hatte im Jahr 2021 zu einem Zusammenbruch der staatlichen Ordnung im nördlichsten Teil von Mosambik geführt. Der südafrikanische General mahnte im April 2022 die mosambikanische Regierung angesichts des sich abzeichnenden militärischen Erfolgs, für die regionale und mehrheitlich muslimisch zusammengesetzte Bevölkerung künftig bessere Existenzbedingungen herbeizuführen. Es gelte nun Voraussetzungen zu schaffen, dass die Menschen die Dinge des Alltags wieder in die eigene Hand nehmen können. Allein das militärische Vorgehen reiche nicht aus, um den Krisenverhältnissen dieser Provinz langfristig und wirkungsvoll zu begegnen. Nach Einschätzung der International Crisis Group haben hier in Folge der dschihadistischen Gewalttaten seit 2017 mehr als 3700 Menschen den Tod gefunden und rund 820.000 Personen ihren Wohnsitz verloren.

## Wirtschaft
Vor der Küste der Provinz liegen die beiden größten Erdgasfelder des Landes. Im Juli 2020 schloss die Regierung mit dem Ölkonzern TotalEnergies einen Vertrag im Wert von rund 15 Milliarden US-Dollar für die Förderung der geschätzten Vorkommen von 1,804 Billionen Kubikmeter Erdgas. Im Dezember 2020 waren bereits 5000 Menschen in der Anlage beschäftigt, bis 2022 soll sich die Anzahl verdreifachen. Die Lagerstätten fossiler Energieträger sind sehr groß, so dass sich dafür neben staatlichen Stellen zahlreiche weitere internationale Unternehmen interessieren (Stand Ende 2022):
- Bharat Petroleum Corporation Ltd
- China National Petroleum Corporation (CNPC)
- Empresa Nacional de Hidrocarbonetos EP (ENH), staatliches mosambikanisches Energieunternehmen
- Eni SpA
- Exxon Mobil Corporation
- Galp Energia SGPS SA
- Japan Oil, Gas and Metals National Corporation (JOGMEC)
- Korea Gas Corporation (KOGAS)
- Mitsui & Co Ltd
- Oil and Natural Gas Corporation Ltd (ONGC)
- Oil India Ltd (OIL)
- PTT Exploration and Production Public Company Ltd (PTTEP)

Die Quirimbas-Inseln sind ein beliebtes Ziel für Touristen. Pemba verfügt über einen internationalen Flughafen. Die Provinz ist von Pemba aus durch die Fernstraße EN1 mit dem Süden Mosambiks verbunden.